# Yeno Super Cassette Vision
Yeno Super Cassette Vision (Super Cassette Vision) је конзола за игру фирме Yeno која је почела да се производи у Јапану током 1984. године.
Користила је PD7801G (Z80 клон) микропроцесорску јединицу а RAM меморија конзоле је имала капацитет од 128 бајтова. 

## Детаљни подаци
Детаљнији подаци о конзоли Super Cassette Vision су дати у табели испод.
|                       |                                                                    |
| [ 1 ]                 |                                                                    |
| Произвођач            |                                                                    |
| Тип                   | играчка конзола                                                    |
| Меморија              | 128 бајтова                                                        |
| Поријекло             | Јапан                                                              |
| Година                | 1984                                                               |
| Тастатура             | 2 палице за игру                                                   |
| Процесор              |                                                                    |
| Фреквенција процесора | 4                                                                  |
| RAM                   | 128 бајтова                                                        |
| ROM                   | 4 KB                                                               |
| Текст                 |                                                                    |
| Графика               | 309*246 са све до 128 спрајтова                                    |
| Боја                  | 16 боја                                                            |
| Звук                  | један 8-битни канал                                                |
| Димензије             | 27 (ширина) x 19 (дубина) cm. Тастатура: 13,9 (ширина) x 19 (дубина) |
| Портови               |                                                                    |
| Оперативни систем     |                                                                    |